# Oliver Cromwell
Oliver Cromwell, anche noto in italiano come Oliviero Cromwell (Huntingdon, 25 aprile 1599 – Londra, 3 settembre 1658), è stato un generale e politico inglese.
Di fede puritana calvinista e in contrasto sia con la Chiesa anglicana, sia con la Chiesa cattolica, fu alla guida delle forze che abbatterono temporaneamente la monarchia inglese, instaurando la repubblica del Commonwealth d'Inghilterra, e governò Inghilterra, Scozia e Irlanda con il titolo di Lord protettore dal 16 dicembre 1653 fino alla sua morte avvenuta nel 1658.
Pochi anni dopo la sepoltura, la sua salma fu riesumata e sottoposta al rituale dell'esecuzione postuma.

## Biografia
Nacque nel Cambridgeshire, figlio di Robert Cromwell, scudiero (c. 1560–1617), e di Elizabeth Steward (o Stewart) (1564–1654). Egli discendeva dalla sorella di Thomas Cromwell, Catherine Cromwell. Studiò al Sidney Sussex College di Cambridge, appena fondato, ma abbandonò gli studi prima di ottenere il diploma, forse a causa della morte del padre. Dopo un periodo giovanile di dubbi religiosi, abbracciò con assoluta e quasi fanatica dedizione i motivi religiosi e politici della causa puritana.
Allo scoppio della guerra civile inglese, Cromwell cominciò una brillante carriera militare arruolando e organizzando un reparto di cavalleria, noto come "Ironside", che presto divenne il nucleo su cui si formò il nuovo esercito, il cosiddetto New Model Army, da cui derivò il soprannome di Cromwell, "Old Ironside".
La vittoria nella battaglia di Marston Moor (1644), ottenuta da Cromwell al comando delle truppe vittoriose, gli fece guadagnare una grandissima reputazione. Come leader della causa dei sostenitori del Parlamento e come comandante supremo del New Model Army, i cui soldati erano familiarmente noti come "Le teste rotonde" (The roundheads), Cromwell inflisse una sconfitta decisiva al re Carlo I, ponendo di fatto fine al potere assoluto della monarchia.

## Famiglia
Oliver Cromwell discendeva da Catherine Cromwell (nata all'incirca nel 1483), sorella maggiore di Thomas Cromwell (conte di Essex e barone Cromwell di Wimbledon), lord gran ciambellano, governatore dell'Isola di Wight, lord del sigillo privato, Master of the Rolls, segretario principale e Cancelliere dello Scacchiere durante il regno di Enrico VIII. Catherine sposò Morgan ap Williams, figlio di William ap Yevan e Joan Tudor. Circolavano voci che Joan fosse figlia illegittima di Jasper Tudor, primo Duca di Bedford.
Sebbene Catherine fosse regolarmente sposata, suo figlio mantenne il nome della madre, probabilmente per evidenziare il legame di parentela con il suo famoso zio. La linea di discendenza continuò poi con Richard Cromwell, Henry Cromwell e con il padre di Oliver, Robert Cromwell.
Un altro interessante aspetto della genealogia di Cromwell è la supposizione che il nome da nubile della madre, Steward, sia stato mantenuto per un motivo diverso da quello sopra ipotizzato, e cioè per nascondere l'ascendenza di Cromwell per parte maschile. Infatti fra i suoi antenati si annoverano persone appartenenti alle famiglie Tudor, Valois e Wittelsbach, vale a dire tre dinastie reali regnanti rispettivamente in Inghilterra, Francia e Baviera (e Palatinato).
Come già detto, il presunto antenato in linea paterna di Cromwell, Jasper Tudor, era il fratello minore di Edmund Tudor, Primo Duca di Richmond, e quindi zio del figlio di questi, Enrico VII d'Inghilterra, e figlio di Owen Tudor e Caterina di Valois, a sua volta figlia del re Carlo VI di Francia e di Isabella di Baviera. Comunque sia, la discendenza di Cromwell da Jasper è tutt'altro che certa anzi, c'è il forte sospetto che sia stata inventata dai suoi sostenitori per attribuirgli la discendenza da una linea genealogica regale. Le stesse considerazioni valgono anche per la pretesa discendenza per parte materna da quel principe scozzese di nome Stuart (da cui Stewart, che originariamente era Steward), che naufragò sulla costa di Norfolk nel 1406.

## Membro del Parlamento
Dopo avere rinunciato a seguire uno zio emigrato in Virginia, Cromwell riuscì a farsi eleggere membro del parlamento come rappresentante della natia Huntingdon nel periodo 1628-1629. Nel suo discorso di insediamento si espresse in favore di una radicale trasformazione democratica, ribadendo tesi già espresse in un piccolo trattato da lui pubblicato sulla necessità di "dare il voto a tutti gli uomini", idea che in seguito ripudiò. Cromwell si adoperò anche con forza nella difesa degli abitanti della regione dei Fens, nell'est del paese, minacciati dai ricchi proprietari terrieri di venir cacciati dalle proprie terre.
Dopo avere sciolto il parlamento Carlo I regnò per gli undici anni successivi, alienandosi il consenso di molti a causa delle tasse imposte senza l'approvazione parlamentare ed imponendo una sua particolare visione "cattolicizzata" al protestantesimo della Chiesa d'Inghilterra. Quando, nel 1640, il re fu costretto dalla mancanza di fondi a riconvocare il parlamento, Oliver Cromwell fu uno dei molti parlamentari che si opposero strenuamente all'imposizione di nuove tasse fino a quando il re non avesse acconsentito a governare con il consenso del parlamento sia nel campo amministrativo sia in quello religioso. L'impossibilità di giungere a un accordo provocò lo scoppio della guerra civile fra le fazioni dette, rispettivamente, dei "Parlamentaristi" e dei "Realisti".
Cromwell era un appassionato sostenitore della causa parlamentare e la sua maggiore attenzione andava alle questioni religiose. Sebbene non fosse un oratore particolarmente abile, egli fu sin dall'inizio uno dei leader più in vista della fazione parlamentare, essendo anche legato da vincoli di parentela a un numero significativo di parlamentari e le sue idee erano prese in grande considerazione. Quando alcuni delatori lo denunciarono come uno dei più pericolosi membri del complotto contro il re, ne fu ordinato l'arresto ma, all'arrivo dei soldati, durante l'irruzione reale in Parlamento il 3 gennaio 1642, la maggior parte degli interessati si era già messa in salvo. Cromwell riuscì a evitare l'arresto ribadendo le sue prerogative di membro del Parlamento e ammonendo il sovrano che con quell'atto "avrebbe dato l'inizio a una guerra fratricida". Nonostante fosse sempre stato influente, fu solo in piena guerra civile che divenne il leader assoluto della causa parlamentare, e questo avvenne soprattutto per merito della sua grande abilità come capo militare.
Sebbene in seguito sia stato personalmente corresponsabile della detronizzazione e dell'esecuzione del re, all'inizio della guerra civile Cromwell non era su posizioni radicalmente repubblicane, ma piuttosto cercava di fare in modo che Carlo accettasse di regnare con il parlamento, e con una linea politica in campo religioso più condivisa dalla popolazione, che nella gran maggioranza era di fede protestante.

## Fede religiosa
Nella visione di Cromwell religione e politica erano strettamente collegate: era un fervente puritano ed anche fermamente convinto che la salvezza eterna fosse alla portata di tutti coloro che si conformavano agli insegnamenti della Bibbia e ai dettami della propria coscienza; avversario della Chiesa Cattolica che, a suo parere, negava il primato assoluto della Bibbia in favore del primato del Papa e della gerarchia ecclesiastica, autorità che accusava di essere causa di tirannia e persecuzioni contro i protestanti in tutta Europa e per questo si batté con vigore contro le riforme che Carlo I stava introducendo nella Chiesa d'Inghilterra, come l'investitura di vescovi e l'introduzione di libri di preghiere in stile cattolico al posto e in contrapposizione allo studio della Bibbia.
La convinzione di Cromwell che il cattolicesimo portasse inevitabilmente alla persecuzione dei protestanti fu rafforzata dalla ribellione scoppiata in Irlanda nel 1641, in occasione della quale i cattolici irlandesi massacrarono molti emigranti inglesi e scozzesi di fede protestante. In Inghilterra il resoconto di questi episodi sarà una delle motivazioni principali, unito all'anticattolicesimo protestante, che Cromwell porterà a giustificazione della spietata durezza con cui condurrà le successive campagne militari in Irlanda.
Nel corso della guerra civile Cromwell si trovò peraltro in contrasto anche con i gruppi più estremisti della fazione protestante. Sebbene fosse alleato sia dei quaccheri sia dei presbiteriani, Cromwell non approvava il loro modo autoritario di imporre il proprio credo agli altri protestanti. Egli si avvicinò quindi sempre più alla fazione "indipendente", che sosteneva la necessità di garantire, una volta finita la guerra, la piena libertà religiosa per tutti i protestanti.
Cromwell era inoltre un seguace del Provvidenzialismo, dottrina secondo cui Dio si occupava direttamente degli affari del mondo terreno, influenzandolo tramite le opere di "persone elette", che Dio aveva "mandato" nel mondo proprio a questo scopo. Durante la guerra civile Cromwell era fermamente convinto di essere uno di questi "eletti", e interpretò le vittorie da lui ottenute come segno evidente dell'approvazione divina, e le sconfitte come un'indicazione che aveva compiuto qualche errore e doveva cambiare direzione.
Non mancò di aiutare i protestanti del continente perseguitati dai cattolici: dopo le terribili Pasque piemontesi attuate nel Ducato di Savoia contro i valdesi, Cromwell raccolse il disperato appello dei pastori sfuggiti alla cattura interessando l'Inghilterra puritana alla salvezza della comunità valdese; con febbrile lavoro diplomatico interessò Ginevra e i cantoni protestanti e lo stesso ministro di Luigi XIV, cardinale Giulio Mazzarino (1602–1661) perché si ponesse fine alla distruzione di un popolo che non era una semplice parte del mondo protestante ma "rappresentava l'anello di congiunzione del protestantesimo con l'età apostolica".

## Comandante militare

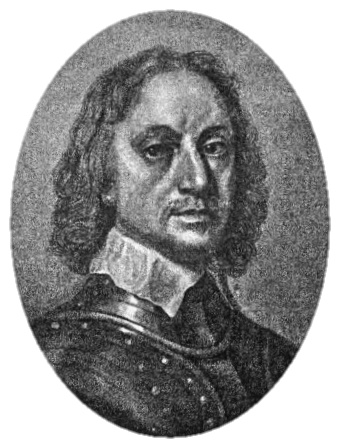
Oliver Cromwell

La notevole influenza di Cromwell come comandante militare durante la guerra civile inglese è stata d'importanza cruciale per la storia successiva delle Isole Britanniche. Cromwell entrò nell'esercito dei parlamentari all'età di 43 anni e reclutò un reparto di cavalleria al cui comando riportò una serie di vittorie in Anglia Orientale, guadagnando esperienza e una grande reputazione. Sceglieva i propri ufficiali in base al merito piuttosto che al titolo nobiliare, come invece era d'uso all'epoca. Al riguardo disse: "Preferisco un capitano vestito da rozzo contadino, che ama le cose per cui sta combattendo, piuttosto che un cosiddetto gentiluomo che altro non è, appunto, che un gentiluomo". Questa nuova mentalità fece diventare il New Model Army il punto di riferimento per alcuni movimenti politici radicali, come i "Livellatori" (Levellers) e i "Diggers" (Zappatori), sia religiosi, come i "Fifth Monarchist".
È da notare come Cromwell, pur non avendo alcun tipo di addestramento in fatto di tattica militare, dimostrò fin dall'inizio un innato talento per il comando. Riuscì in molte occasioni a dimostrarsi più abile del principe Rupert, veterano di molte campagne in Europa. I soldati di Cromwell impararono presto ad apprezzare e ammirare il suo coraggio e la sua costante preoccupazione di farli operare nelle migliori condizioni possibili.
Promosso comandante generale della cavalleria, addestrò i suoi uomini a compiere rapide sortite, per poi raggrupparsi velocemente dopo ogni attacco, tattica adottata con grande successo nella battaglia di Naseby. In combattimento i suoi reparti dimostravano sempre un alto grado di disciplina e di motivazione.
Le vittorie ottenute sul campo fecero aumentare progressivamente la sua influenza politica, fino a farlo diventare il personaggio più potente e autorevole del tempo. Nel 1646, alla fine della guerra civile, il re Carlo era di fatto prigioniero del parlamento e ormai delegittimato, mentre Cromwell, nella sua posizione di comandante in capo dell'esercito vittorioso, era il vero arbitro del futuro dell'Inghilterra.
Se durante la guerra civile Cromwell dette ottima prova di sé come coraggioso comandante di reparti di cavalleria, negli anni successivi guidò intere armate con eccezionale capacità e competenza. Le brillanti campagne che si conclusero con la conquista dell'Irlanda e della Scozia dimostrarono una grande abilità, oltre che sul campo di battaglia, anche e soprattutto nell'organizzazione delle linee di rifornimento e delle operazioni logistiche in quei territori ostili.

## Condanna a morte del re

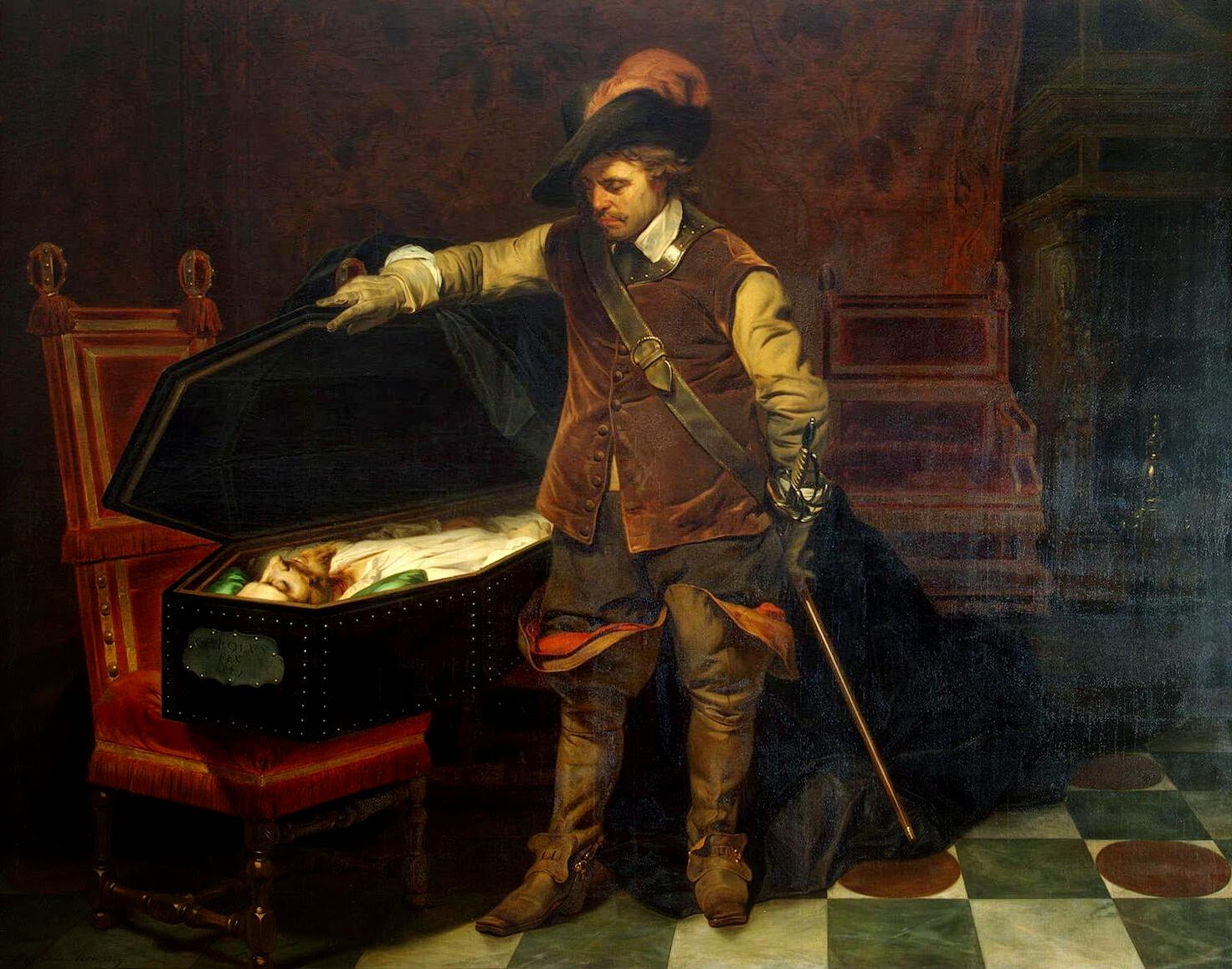
Cromwell osserva il corpo di Carlo I, dipinto di Paul Delaroche.

I parlamentari, compreso Cromwell, speravano di arrivare a un compromesso con il re Carlo I, il quale, tuttavia, non era disposto ad accettare una qualsiasi soluzione in contrasto con la propria concezione della monarchia fondata sul diritto divino. La cosiddetta seconda guerra civile inglese, scoppiata nel 1648 dopo che Carlo I riuscì a evadere dalla "prigione", fece chiaramente capire a Cromwell che non sarebbe mai stato possibile venire a patti con il re. Il re fu nuovamente imprigionato e processato per alto tradimento, e Cromwell fu subito messo sotto pressione dai suoi seguaci perché "Il sanguinario Carlo Stuart" fosse giustiziato.
Nel gennaio 1649, quando i membri superstiti del parlamento si riunirono a Whitehall per decidere se procedere o meno alla condanna a morte del re, le truppe di Cromwell fecero irruzione nell'aula, e permisero di votare solo a coloro che erano favorevoli all'esecuzione del sovrano. La condanna a morte fu controfirmata da 59 membri del parlamento, e Carlo fu giustiziato il 30 gennaio. Sul momento Cromwell non ebbe tempo di occuparsi del nuovo assetto istituzionale da dare al paese, poiché dovette immediatamente lasciare l'Inghilterra per attaccare le residue roccaforti reali in Irlanda e Scozia.

## Gli altri Stati del Regno Unito
Le imprese belliche di Cromwell lo resero molto impopolare in Irlanda e Scozia, due nazioni in precedenza quasi indipendenti che, durante le guerre civili, caddero a tutti gli effetti sotto il dominio inglese. In particolare la brutale repressione delle forze realiste perpetrata da Cromwell in Irlanda nel 1649 ha lasciato un ricordo vivo ancora oggi nella memoria degli irlandesi. Il simbolo più duraturo dei metodi brutali che vennero impiegati è l'assedio di Drogheda, del settembre 1649, in cui, quando la città fu espugnata, furono massacrate quasi 3 500 persone, fra cui 2 700 soldati fedeli al re, tutti gli uomini armati della città, alcuni civili, prigionieri e preti cattolici. Questo episodio ha alimentato per oltre tre secoli l'odio fra inglesi e irlandesi, così come quello fra cattolici e protestanti.

### Irlanda
Fino a che punto volesse spingersi Cromwell nelle repressioni è argomento controverso. Non c'è dubbio che in generale considerasse gli irlandesi come nemici, tanto è vero che giustificò il saccheggio di Drogheda come ritorsione contro i massacri di protestanti avvenuti nell'Ulster nel 1641, spingendosi fino a definire il massacro come:
"Il solenne giudizio divino contro questi vili barbari, che si sono macchiati le mani di sangue innocente"
Inoltre si racconta di molte chiese cattoliche, come la cattedrale di Kilkenny, profanate e trasformate in stalle. D'altro canto ci sono precise testimonianze che, all'ingresso dell'esercito in Irlanda, Cromwell diede precisi ordini che gli abitanti non venissero privati del cibo, e che le vettovaglie potessero essere regolarmente acquistate. È stato anche affermato che il giorno dell'assalto finale Cromwell diede disposizioni di offrire la resa alla guarnigione di Drogheda, e di mettersi sotto la protezione delle forze di occupazione. Al rifiuto opposto dagli assediati, anche quando gli attaccanti avevano già aperto una breccia nelle mura, era praticamente inevitabile, viste le abitudini dell'epoca, che il destino di tutti gli uomini sorpresi con le armi in pugno fosse segnato. L'interpretazione di questi avvenimenti è comunque tuttora oggetto di dibattito fra gli storici.

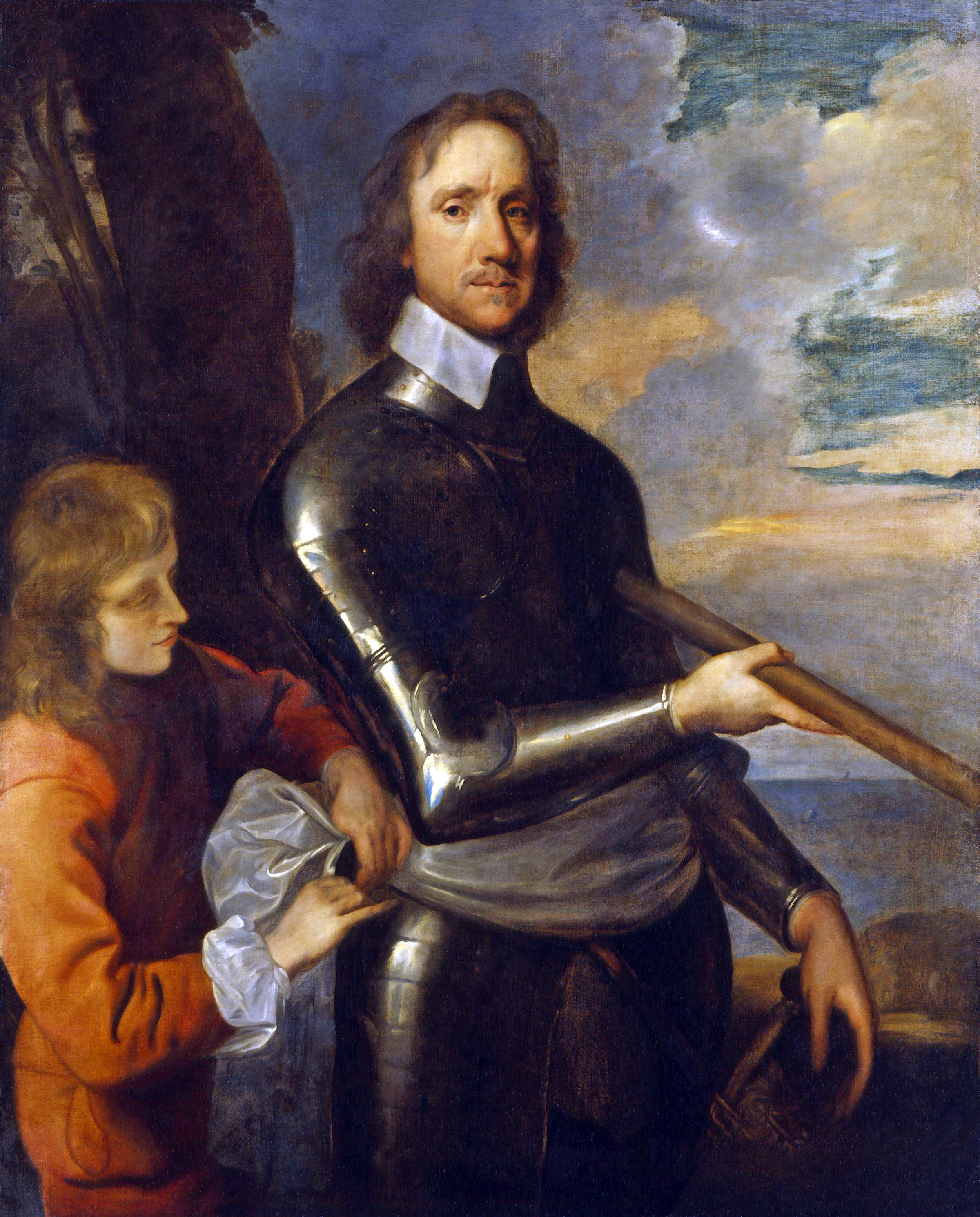
Ritratto di Oliver Cromwell eseguito da Robert Walker nel 1649.

Gli uomini di Cromwell commisero un altro barbaro massacro a Wexford, quando irruppero nella città proprio mentre erano in corso le trattative della resa, uccidendo 2 000 fra soldati e civili irlandesi. Va sottolineato che questi due atroci fatti non furono episodi isolati della guerra iniziatasi nel 1641 in Irlanda, ma, tuttavia, ebbero la massima risonanza, tanto da essere ricordati ancora oggi.
Cromwell stesso non riconobbe mai di essere stato responsabile dell'uccisione di civili in Irlanda, affermando sempre di aver agito con inflessibilità solo contro coloro che si opponevano "in armi" all'esercito di occupazione. E infatti è vero che le peggiori atrocità commesse in quel paese, come deportazioni di massa, uccisioni e riduzione in schiavitù nell'isola di Barbados, furono commesse da subordinati di Cromwell solo dopo che questi era rientrato in Inghilterra. Sull'onda della conquista dell'isola tutte le terre di proprietà dei cattolici furono confiscate con l'Act for the Settlement of Ireland 1652, la professione della fede cattolica romana messa fuori legge, e poste taglie sui preti. Ciononostante l'Irlanda rimase una nazione cattolica poiché la stragrande maggioranza dei suoi abitanti si rifiutò di abbandonare la propria fede religiosa.
A prescindere dalle sue vere intenzioni, c'è da dire che Cromwell non fu il solo a compiere azioni efferate contro gli irlandesi, tradizionalmente considerati "selvaggi e inferiori" dagli inglesi (così come, analogamente, i cattolici erano considerati dai protestanti). In modo particolare, gli appartenenti alla fazione parlamentare dimostrarono di nutrire un odio implacabile contro gli irlandesi durante tutto il corso delle guerre civili. I realisti erano, invece, meno ostili agli irlandesi, e, verso la fine della guerra, si allearono addirittura con la confederazione che li riuniva, e questa alleanza li mise in cattiva luce agli occhi dei protestanti inglesi e scozzesi. Le uccisioni di protestanti avvenute nell'Ulster nel 1641 provocarono circa 4 000 vittime, molto meno dei 180 000 che, strumentalmente, si fece credere all'opinione pubblica inglese. Anche questo episodio, quindi, fu usato come arma propagandistica per alimentare il sentimento anti-irlandese e anti-realista, ed è evidente che Cromwell ne fosse al corrente.

### Scozia
Cromwell invase la Scozia nel periodo 1650-1651, dopo che gli Scozzesi avevano incoronato re d'Inghilterra Carlo II, figlio di Carlo I, in un tentativo di restaurazione monarchica. Cromwell sarebbe stato disposto a tollerare una Scozia indipendente, ma fu costretto a reagire quando gli scozzesi invasero l'Inghilterra
. Cromwell era meno ostile agli scozzesi, che erano in gran maggioranza di religione presbiteriana, che non ai cattolici irlandesi, e, quando si riferiva a loro, li definiva "Popolo di Dio, sebbene ingannati". Ciò tuttavia non gli impedì di agire con spietatezza anche nei loro confronti. Sebbene inferiori di numero i suoi veterani inflissero pesanti sconfitte agli scozzesi nella battaglia di Dunbar, nel 1650 e nella battaglia di Worcester e occuparono il paese. Le migliaia di prigionieri scozzesi furono trattati molto male, tanto che molti di essi morirono di malattia e stenti, mentre altri vennero deportati nella colonia penale di Barbados. Gli uomini di Cromwell, al comando di George Monck, saccheggiarono la città di Dundee con una ferocia non minore di quella usata a Drogheda. Da allora la Scozia cadde sotto il dominio inglese, rimanendo a lungo sotto occupazione militare, con una linea di fortificazioni che dividevano le Highland dal resto del paese. La professione della fede presbiteriana fu permessa, ma la sua "Kirk", il nome con cui si designa la Chiesa di Scozia, non ebbe più, come prima della guerra, l'appoggio dei tribunali civili nell'imporre le proprie leggi. Sia in Irlanda sia in Scozia Cromwell fu ricordato come un nemico "spietato e senza scrupoli". In particolare, il motivo per cui gli irlandesi hanno da quel periodo tradizionalmente deprecato la sua memoria, dipende in gran parte dai massicci espropri di terre a favore dei suoi soldati e dalle atrocità commesse durante la guerra.

## Azione politica

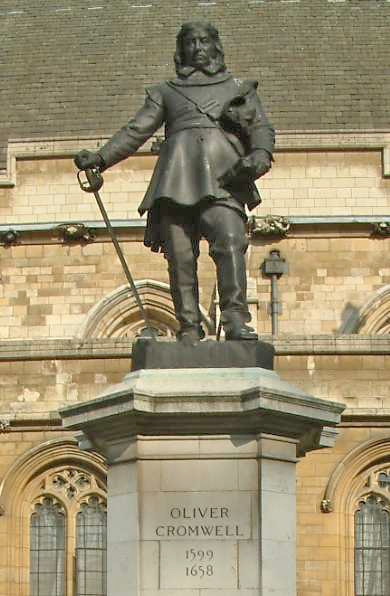
Statua di Cromwell all'ingresso del palazzo di Westminster, Londra

Sull'onda emotiva della cattura del re, dopo il suo tentativo di fuga, la monarchia fu abolita e, fra il 1649 e il 1653 il paese divenne nominalmente una repubblica, una vera rarità nell'Europa del tempo; fu l'unico periodo nell'intera storia delle isole britanniche in cui esse ebbero un governo di tipo repubblicano. La repubblica venne denominata Commonwealth of England, anche se tutti i resoconti concordano nell'indicare che Cromwell, durante quegli anni, governò a tutti gli effetti come un dittatore militare.
Molti atti politici di Cromwell dopo la presa del potere vennero descritti dai commentatori dell'epoca come "eccessivamente rigorosi, avventati e tirannici". Egli fu spesso spietato nel reprimere gli ammutinamenti che si verificarono nelle file dei suoi eserciti verso la fine della guerra (che furono a volte causati dal rifiuto del parlamento di pagare il salario alle truppe). Cromwell dimostrò poca simpatia per i Livellatori (Levellers), un movimento egualitarista in senso politico, non economico, che aveva dato un grande contributo all'affermazione della causa parlamentare. Il programma politico dei Levellers era stato discusso vigorosamente in occasione dei cosiddetti Putney debates (dibattiti di Putney), tenutisi fra le varie fazioni appena prima della fuga del re. Cromwell non era pronto a gestire una vera e propria democrazia radicale, ma d'altra parte, come dimostrarono gli eventi successivi, non era nemmeno in grado di istituire una repubblica parlamentare stabile, basata su un'oligarchia di fatto.
Con la scomparsa del re e dei suoi sostenitori venne a mancare il motivo principale del consenso coagulatosi intorno a Cromwell, e le varie fazioni presenti in parlamento avevano presto cominciato a contrapporsi l'una all'altra. Seguendo, ironicamente, la stessa procedura adottata dal re detronizzato (che aveva causato lo scoppio della guerra civile), Cromwell sciolse il parlamento repubblicano nel 1653, e assunse in prima persona il controllo diretto del paese con i poteri di un vero e proprio dittatore, forte della popolarità e dell'appoggio incondizionato da parte di quell'esercito che lui stesso aveva creato durante la guerra civile.
La politica estera di Cromwell portò allo scoppio della prima guerra anglo-olandese (1652 – 1654), contro la Repubblica delle Sette Province Unite dei Paesi Bassi, poi vinta dall'ammiraglio Robert Blake nel 1654. In coerenza con il proprio impegno a garantire la più assoluta libertà religiosa a tutte le confessioni, eccetto quella cattolica, incoraggiò gli Ebrei a ritornare in Inghilterra a 350 anni di distanza dalla loro cacciata per opera di Edoardo I.
Nel 1655 egli volse la sua attenzione ai nemici tradizionali dell'Inghilterra, Francia e Spagna, cercando di approfittare del conflitto fra i due, impegnati nella guerra franco-spagnola. Sebbene egli fosse convinto che la volontà di Dio fosse l'affermazione del protestantesimo come religione prevalente in Europa, egli perseguì una politica estera pragmatica e realistica, alleandosi con la Francia cattolica contro la Spagna, anch'essa cattolica. In sostanza, dichiarando guerra alla Spagna, egli contava sul ritorno alla politica di opportunismo mercantile già perseguita ai tempi della regina Elisabetta e successivamente abbandonata dagli Stuart. Alleatosi dunque con la Francia del cardinale Mazzarino, diede corso alla guerra inglese contro la Spagna (1655-1660) ottenendo, grazie al risultato positivo di questa, il porto di Dunkerque sulla Manica (secondo gli accordi con il Mazzarino) e l'isola di Giamaica nei Caraibi, strappata agli spagnoli grazie all'azione della flotta inglese condotta da sir William Penn. Nonostante i successi in politica estera la situazione interna in Inghilterra si andava deteriorando: «i commercianti si rifiutavano di pagare i dazî, i giuristi contrastavano la legalità dei decreti di Cromwell, i realisti si sollevavano; il suo governo era costretto a trasformarsi in una tirannia militare, sempre più gravosa. Nel 1656 l'avvocato inglese William Sheppard, su richiesta di Cromwell, pubblicò un programma di riforma delle leggi inglesi con il nome di England's balme. Si attentò alla sua vita, si cercò di ottenere un nuovo governo proponendogli la corona (1657).»
In quell'anno il parlamento, appositamente ricostituito, offrì a Cromwell l'assunzione della corona di re, mettendolo di fronte a un dilemma, dal momento che proprio lui era stato l'artefice del rovesciamento della monarchia. Dopo sei settimane di riflessione, alla fine respinse l'offerta, accettando, in compenso, di essere solennemente insignito nell'abbazia di Westminster, assiso sul trono del precedente monarca, con il titolo di Lord Protettore. Si trattò, in buona sostanza, di una vera e propria incoronazione, che fece di lui un monarca "a tutti gli effetti, eccetto che nel nome". Inoltre fu stabilito che la carica non avrebbe potuto essere tramandata ereditariamente, ma nominò suo successore il figlio Richard. Fu promulgata una nuova Costituzione scritta, che gli conferiva persino il potere di attribuire titoli nobiliari, prerogativa che egli utilizzò subito, esattamente alla stessa maniera dei precedenti sovrani.

## Morte ed esecuzione postuma

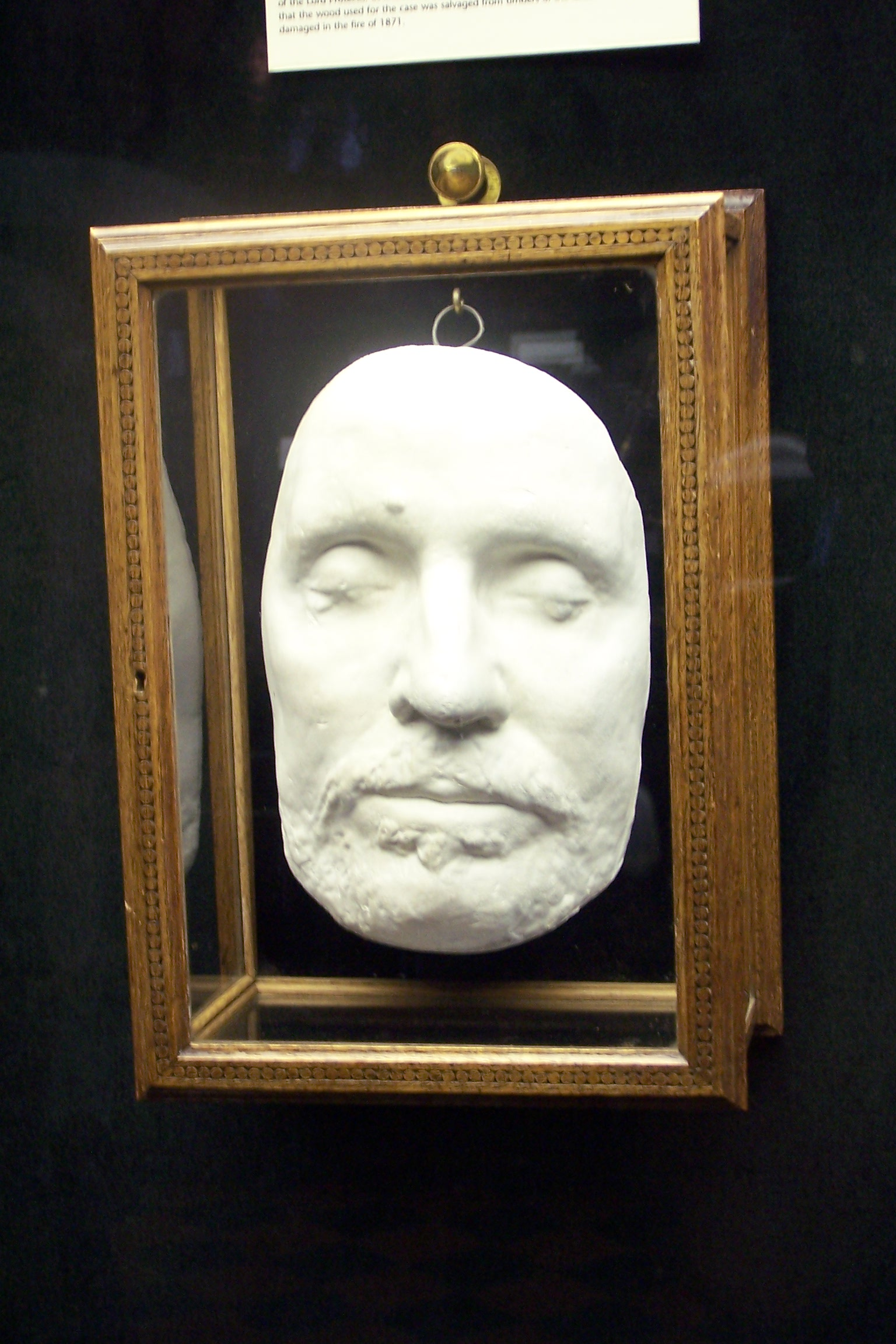
Maschera mortuaria di Oliver Cromwell, conservata al castello di Warwick

Cromwell soffriva di malaria e di "calcoli", un termine spesso usato a quell'epoca per definire generiche infezioni dell'apparato renale-urinario. Ciononostante il suo stato di salute era complessivamente buono. Improvvisamente colpito da un riacutizzarsi della malaria, subito seguito da sintomi di colica renale, rimase ottimista, insieme agli uomini del suo entourage, su un decorso favorevole della malattia. Un diplomatico veneziano, medico, che si trovava ospite a corte, lo visitò ed espresse l'opinione che i suoi medici personali non lo stessero curando in modo appropriato, causando un rapido peggioramento delle sue condizioni.
Morì a 59 anni il 3 settembre 1658: soltanto un anno prima aveva nominato suo figlio Richard suo successore come Lord Protettore. I suoi funerali avvennero con la stessa pompa che veniva riservata ai monarchi. Il corpo di Cromwell, infatti, venne imbalsamato ed esposto all'omaggio della popolazione adorno dei simboli regali. In seguito la salma venne inumata, con tutti gli onori, all'interno dell'abbazia di Westminster. A due anni di distanza dalla morte di Cromwell, ufficialmente attribuita a malaria, il parlamento restaurò la monarchia incoronando Carlo II, poiché Richard Cromwell si era dimostrato un "successore non all'altezza" ed era stato costretto alle dimissioni ed all'esilio.
Il 30 gennaio 1661, nell'anniversario dell'esecuzione di Carlo I, la salma di Cromwell venne riesumata dall'abbazia di Westminster e, insieme alle salme di Robert Blake, John Bradshaw e Henry Ireton, sottoposta al rituale dell'esecuzione postuma (hanged, drawn and quartered). Al termine il corpo fu gettato in una fossa comune a Tyburn tranne la testa, infilata su un palo ed esposta davanti all'abbazia di Westminster fino al 1685. In seguito il cimelio passò di mano molte volte, per essere finalmente sepolto nel cimitero del Sidney Sussex College, a Cambridge, nel 1960.

## Commemorazioni
Nonostante il discredito gettato sulla sua memoria per tutto il periodo della Restaurazione monarchica, e la pessima reputazione che di lui si ha in Irlanda, ancora viva nel presente, va detto che la figura di Cromwell ha guadagnato nel tempo la stima di significativi settori dell'opinione pubblica inglese. Considerato "uno dei più ragguardevoli parlamentari inglesi", la sua statua fa bella mostra di sé di fronte al palazzo di Westminster, nonostante il fatto che alcuni suoi atti siano considerati come "degni di un traditore". La figura di Cromwell gode inoltre di una particolare considerazione da parte dei gruppi protestanti e nella regione del Cambridgeshire, dove è ricordato come Il signore dei Fens. Anche i moderni repubblicani britannici, pur in disaccordo con molte delle sue politiche, lo ricordano come il fondatore della Repubblica.

## Innovazioni
Oliver Cromwell, esponente della gentry inglese, era divenuto il leader dello schieramento degli Indipendenti, puritani fautori in ambito religioso della piena libertà di culto e di organizzazione per tutte le comunità protestanti (ma non per i cattolici). Inoltre, dopo due anni di conflitto tra realisti e parlamentari, lo stesso Cromwell fece pendere la bilancia dalla parte dei parlamentari per l'iniziativa assunta in campo militare: creò il New Model Army, ovvero "esercito di nuova concezione" composto dai cosiddetti Ironsides, letteralmente fianchi di ferro. Tale esercito si basava su due principi fortemente innovativi, ovvero l'elezione degli ufficiali da parte delle truppe - che, consentiva una scelta sulla base della capacità e non dell'estrazione sociale - e la formazione politica dei soldati - con l'obiettivo di renderli consapevoli delle finalità per cui erano chiamati a combattere.

## Influenza nella cultura contemporanea
- Nel 1657 il poeta tedesco Andreas Gryphius pubblica a Lipsia la tragedia edificante Ermordete Majestät oder Carolus Stuarduus König von Groß Britanien (Andreae Gryphii, Freuden un Traur-Spiele auch Oden und Sonette..., Liepzig, Johann Erich Hahn, 1657, pagg. 333-453. Oggi il dramma è reperibile in edizione critica con il titolo abbreviato di: Carolus Stuardus, Hrsg. von H. Wagener, Stuttgart, Reclam jr, 1985).
- Nel 1673 Girolamo Graziani pubblica a Modena Il Cromuele, tragedia in 5 atti che ha per protagonista Cromwell.
- Nel 1827 Victor Hugo compose Cromwell, un dramma in cinque atti in versi, tra i primi esempi di dramma romantico.
- Nel 1835 debutta l'opera seria in tre atti I puritani di Vincenzo Bellini, ambientata durante la vicenda storica di Cromwell.
- Nel 1989 i Monty Python hanno scritto una canzone intitolata Oliver Cromwell, in cui si narra l'intera vita di Cromwell al ritmo della Polacca in la bemolle maggiore op. 53 (detta Eroica) di Fryderyk Chopin.
- La canzone di Elvis Costello Oliver's Army è ispirata a Cromwell.
- In un sondaggio effettuato nel 2003 dalla BBC Cromwell si è classificato al decimo posto fra gli inglesi più importanti di tutti i tempi[5].
- Nell'anime/manga Hellsing, il vampiro Alucard rilascia i tre livelli del patto di Cromwell, tramite i sigilli disegnati sui guanti, per trasformarsi in un demone infernale ed evocare i suoi famigli.

## Filmografia
- Cromwell (1970), diretto da Ken Hughes. Film storico di produzione britannica che narra le vicende legate alla rivoluzione inglese dalla caduta di Carlo I alla presa del potere di Cromwell, interpretato da Richard Harris[6].
- Uccidere il re (2003), diretto da Mike Barker. Ambientato durante la guerra civile inglese, riguarda il rapporto tra Oliver Cromwell (Tim Roth) e Thomas Fairfax (Dougray Scott) nel dopoguerra dal 1648 fino alla morte del primo, nel 1658[7].

## Televisione
- Rai - Oliver Cromwell - Ritratto di un dittatore. Film di genere storico del 1969 diretto da Vittorio Cottafavi con Sergio Fantoni e Toti Dal Monte. Il film narra le vicende della guerra civile nell'Inghilterra di metà Seicento, dove il leader dei sostenitori del Parlamento, Oliver Cromwell, riesce ad estromettere il re Carlo I Stuart.
- Rai 1 - Speciale Superquark - Uccidete il re! Cromwell e la nascita della democrazia (trasmesso in prima tv su Rai 1, venerdì 4 gennaio 2013[8])